# AgroEast
AgroEast A/S er en dansk virksomhed med hovedkvarter i Holstebro, som driver landbrug i Ukraine. Selskabet blev etableret i 2003 og det ledes af Jørgen Larsen Tørnæs. Det ejes af Jørgen Larsen Tørnæs, Ted Svend Theodor Kallehave, Bent Højmark Lund, familien Søndergaard og familien Agerskov.
De dyrker 4.000 hektar planteavl. De har 3.000 søer og producerer årligt 120.000 grise. Det foregår bl.a. igennem datterselskabet Dan-Farm Ukraine. I 2023 havde de 158 ansatte og omsatte for 81 mio. kroner. Tidligere havde de også landbrug i Rusland, men denne del blev frasolgt i 2022.